# Сторожевое (посёлок станции, городской округ город Тула)
Сторожевое — поселок станции, входящий в городской округ город Тула Тульской области в составе Привокзального территориального округа.

## География
Находится в центральной части Тульской области на расстоянии приблизительно 13 км на запад-северо-запад по прямой от Московского вокзала города Тула у железнодорожной линии Тула — Козельск — Сухиничи.

## История
Станция Сторожевое (ныне остановочный пункт) была открыта в 1941 году. До 2014 года поселок входил в Фёдоровское сельское поселение Ленинского района до их упразднения.

## Население
Постоянное население составляло 12 человек (русские 92 %) в 2002 году, 14 в 2010.